# A26 sorozat
Az A26 sorozat kéttengelyes dízel-hidraulikus mozdony sorozat.

## Története
A sorozatot 1968-tól gyártotta a keletnémet VEB Lokomotivbau Karl Marx Babelsberg (LKM) LKM V 22 B névvel. Az LKM terve az volt, hogy egy új kocsirendező, tolató szolgálatra alkalmas 220 lóerős, dízelhidraulikus mozdony fejlesszen ki. Ebből született meg a V 22 B típus mely a korábbi német V 18-as sorozat koncepciója alapján épült. Magyarország ebből a mozdonyból 1968-tól importált az iparvasutak részére A26 jelzéssel. A magyar iparvasútakon legkevesebb 109 db A26-os szolgált, ezek egy részét mára már törölték az állományból.
Ennek ellenére több évtizeddel a gyártásuk után még mindig jelentős mennyiségben dolgoznak a magyarországi iparvasutakon tolatómozdonyként (így a piszkei papírgyárban, a Bobó Kft.-nél és a csepeli iparvasúton). A sorozat néhány példányát fel is újították.

## Képek
- A26-osok Csepelen
- A26 az Egis gyógyszergyárban

## Video
- A26 a Vasúttörténeti Parkban